# Gianpaolo Bellini (Physiker)
Gianpaolo Bellini (* 12. Juni 1935 in Mailand) ist ein italienischer Elementarteilchenphysiker und Astroteilchenphysiker.

## Leben
Bellini erwarb 1959 den Laurea-Abschluss in Physik an der Universität Mailand, habilitierte sich dort 1967 (Libera Docenza) und erhielt dort 1976 eine volle Professur (lehrte und forschte dort aber schon seit 1960). Seit 1960 ist er auch mit dem Istituto Nazionale di Fisica Nucleare (INFN) verbunden, in dessen Rat er seit 1973 war und dessen Vizepräsident er 1988/89 war.
In den 1970er Jahren war er Sprecher des Serpukhov-CERN-Experiments 5 (Kohärente Produktion hochenergetischer Teilchen an komplexen Kernen), 1978 bis 1985 am FRAMM Experiment am SPS des CERN beteiligt (Teilchen mit Charm-Quarks) und 1984 bis 1992 an entsprechenden Experimenten mit Charm-Quark enthaltenden Teilchen am Fermilab (E400, E687).
2001 bis 2003 war er Gastwissenschaftler an den Laboratori Nazionali del Gran Sasso. 1984/85 war er am CERN.
2015 erhielt er den Bruno-Pontecorvo-Preis für das Borexino-Neutrinoexperiment im Gran Sasso, das der Beobachtung solarer Neutrinos niedriger Energie diente. Er war 1990 bis 2011 Sprecher der Borexino-Kollaboration.
Ab 2009 ist er Mitglied der Lombardischen Akademie der Wissenschaften (Istituto Lombardo). 1980 bis 1983 war er im Rat der europäischen physikalischen Gesellschaft und 1983 bis 1986 im European Committee for Future Accelerators.